# Lepeophtheirus cuneifer
Lepeophtheirus cuneifer is een eenoogkreeftjessoort uit de familie van de Caligidae. De wetenschappelijke naam van de soort is voor het eerst geldig gepubliceerd in 1974 door Kabata.